# Treviana
Treviana település Spanyolországban, La Rioja autonóm közösségben. Treviana Foncea, Fonzaleche, Cuzcurrita de Río Tirón, Ochánduri, Leiva, Tormantos, Cerezo de Río Tirón, San Millán de Yécora, Valluércanes és Altable községekkel határos. Lakosainak száma 146 fő (2024).

## Népesség
A település népessége az elmúlt években az alábbi módon változott:
| Lakosok száma | 248  | 231  | 212  | 201  | 186  | 180  | 169  | 154  | 144  | 146  |
|               | 2001 | 2004 | 2007 | 2009 | 2012 | 2014 | 2017 | 2019 | 2022 | 2024 |